# Diego Ramón Sarrió Cucarella
Diego Ramón Sarrió Cucarella (Gandia, 20 luglio 1971) è un vescovo cattolico spagnolo, dal 25 gennaio 2025 vescovo di Laghouat.

## Biografia
Nato a Gandia, nella comunità autonoma Valenciana, il 20 luglio 1971, ha studiato filosofia presso la Facoltà di teologia di Madrid e teologia presso la Tangaza University di Nairobi, in Kenya.
Ha ricevuto l'ordinazione presbiterale il 2 giugno 2001.
Nel 2013 ha ottenuto il dottorato in islamistica alla Georgetown University di Washington mentre l'anno successivo, dopo aver svolto nel la sua missione pastorale in diversi paesi di lingua araba, è stato nominato direttore del Pontificio Istituto di Studi Arabi e d'Islamistica, del quale è stato poi presidente dal 2017 al 2024.

### Ministero episcopale
Il 25 gennaio 2025 papa Francesco lo ha nominato vescovo di Laghouat; è succeduto a John Gordon MacWilliam, dimessosi per raggiunti limiti d'età.
Ha ricevuto l'ordinazione episcopale il 19 marzo seguente nella basilica di San Pietro, insieme all'arcivescovo Samuele Sangalli, dal cardinale Luis Antonio Tagle, co-consacranti il cardinale Francesco Coccopalmerio e l'arcivescovo Fortunatus Nwachukwu. Il 16 maggio ha preso possesso della diocesi.

## Genealogia episcopale
La genealogia episcopale è:
- Cardinale Scipione Rebiba
- Cardinale Giulio Antonio Santori
- Cardinale Girolamo Bernerio, O.P.
- Arcivescovo Galeazzo Sanvitale
- Cardinale Ludovico Ludovisi
- Cardinale Luigi Caetani
- Cardinale Ulderico Carpegna
- Cardinale Paluzzo Paluzzi Altieri degli Albertoni
- Papa Benedetto XIII
- Papa Benedetto XIV
- Cardinale Enrico Enriquez
- Arcivescovo Manuel Quintano Bonifaz
- Cardinale Buenaventura Córdoba Espinosa de la Cerda
- Cardinale Giuseppe Maria Doria Pamphilj
- Papa Pio VIII
- Papa Pio IX
- Cardinale Gustav Adolf von Hohenlohe-Schillingsfürst
- Arcivescovo Salvatore Magnasco
- Cardinale Gaetano Alimonda
- Cardinale Giovanni Cagliero, S.D.B.
- Arcivescovo Guglielmo Piani, S.D.B.
- Arcivescovo José Maria Cuenco
- Arcivescovo Antonio Floro Frondosa
- Cardinale Jaime Lachica Sin
- Cardinale Luis Antonio Tagle
- Vescovo Diego Ramón Sarrió Cucarella, M.d'Afr.